# Smart Fortwo
A Smart Fortwo egy miniautó, amelyet a német Smart GmbH készít 1998 óta. Összesen 3 generációja van.

## Generációi

### W450 (1998–2007)

Smart Fortwo 1998–2007

A W450 az első generáció. A gyár 1998-tól 2007-ig készítette a modelleket. 2000-től már kabrió kivitelben is elérhető lett.

### W451 (2007–2014)

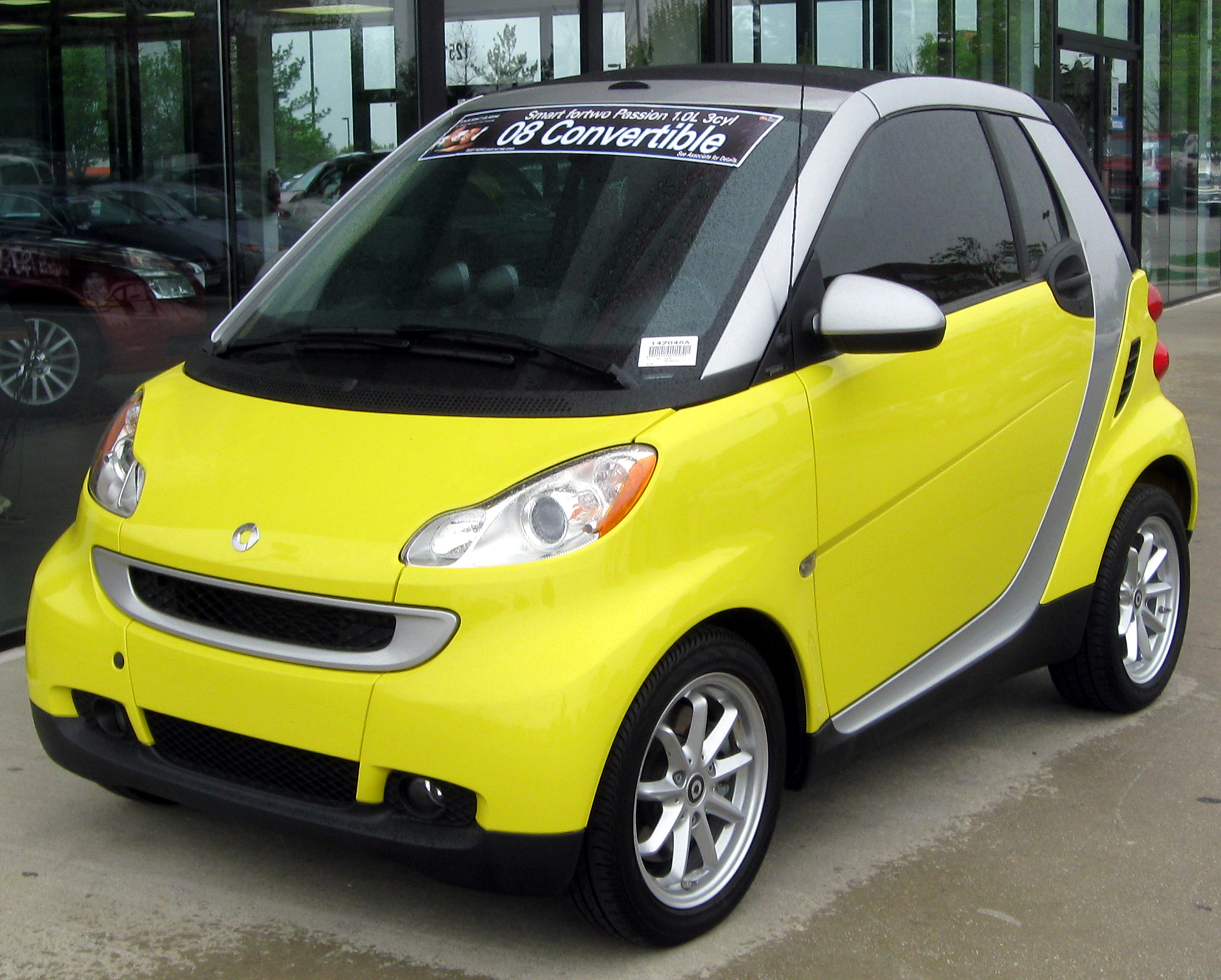
Smart Fortwo 2007–2014

A W451 a második generáció. A gyár 2007-től 2014-ig készítette a modelleket.

### W453 (2014-től)

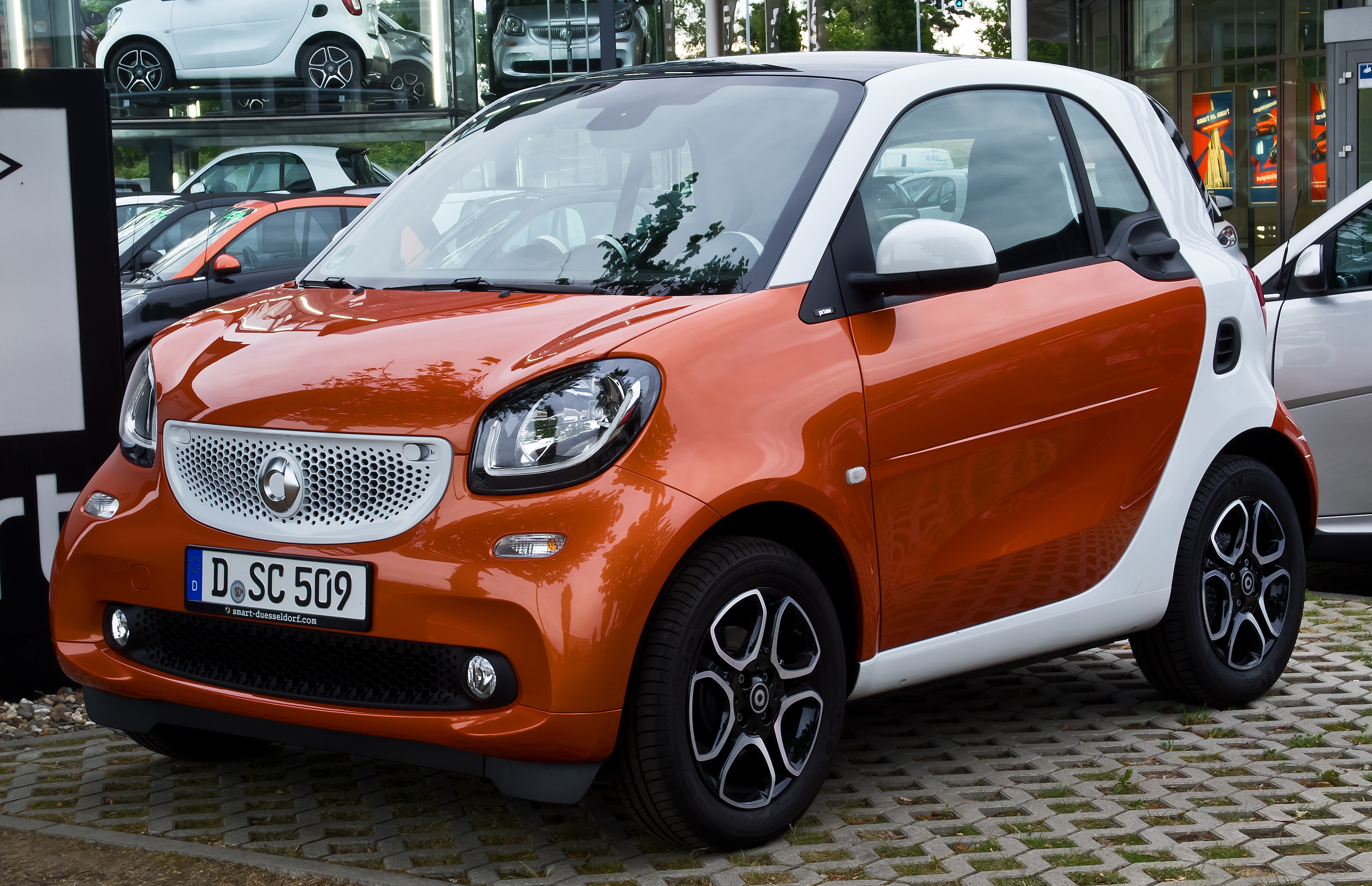
Smart Fortwo 2014-től

A W453 a harmadik generáció. A gyár 2014-től készíti a modelleket. 2019-ben módosították a karosszériát.

## Képgaléria

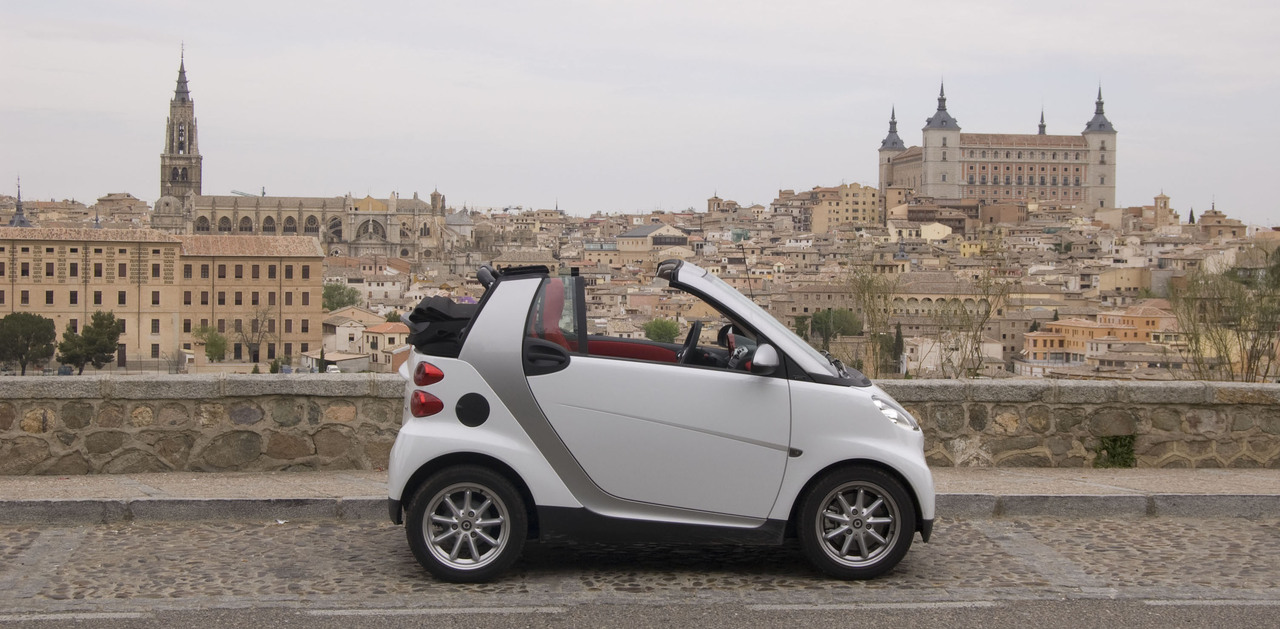
Egy Smart Fortwo kabrió
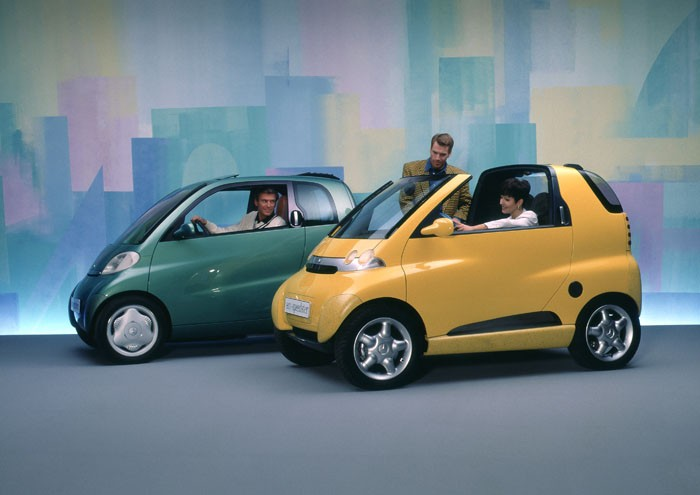
1993-as évjáratű két Smart Crossblade egymás mellett
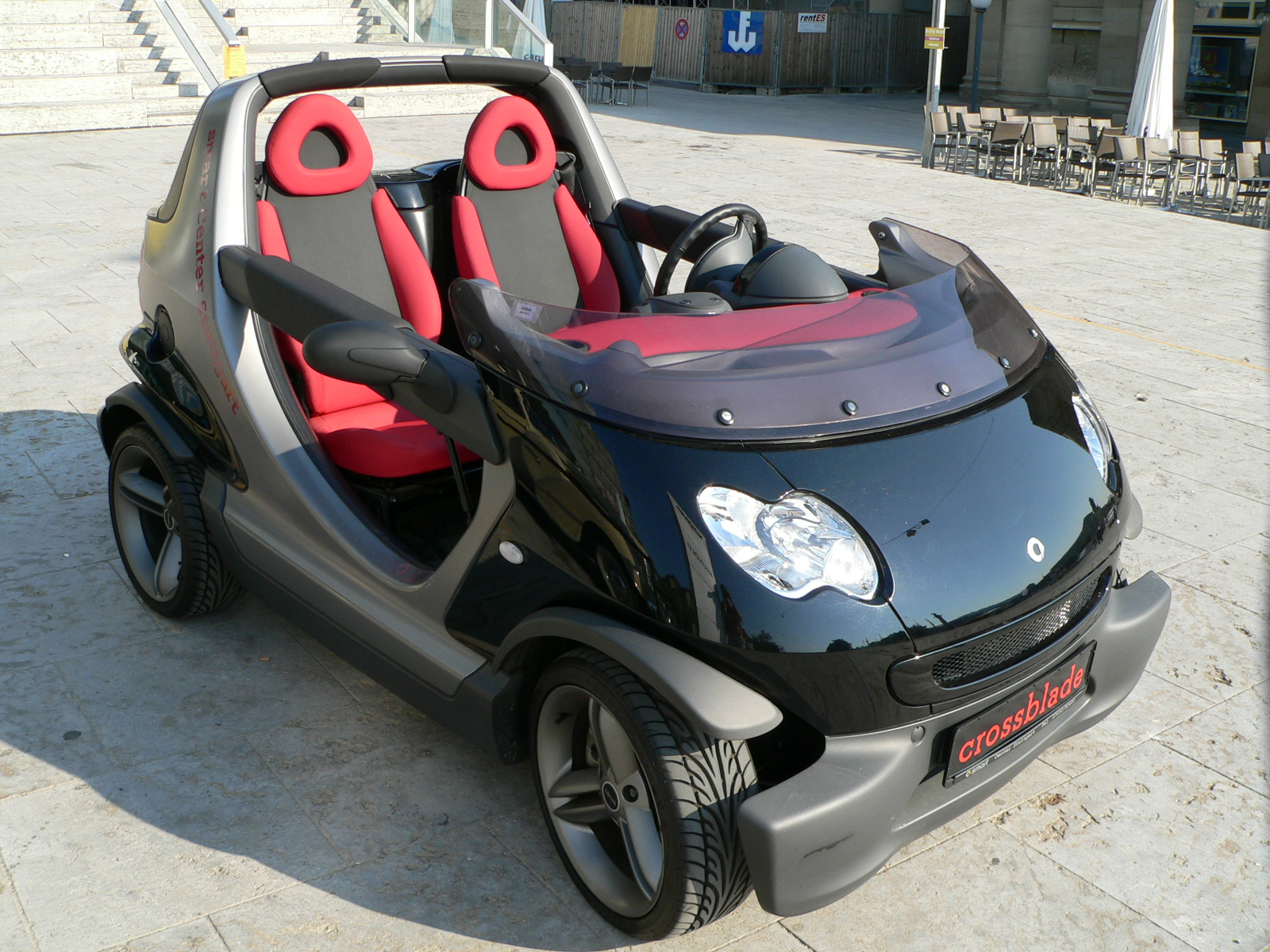
Smart Crossblade
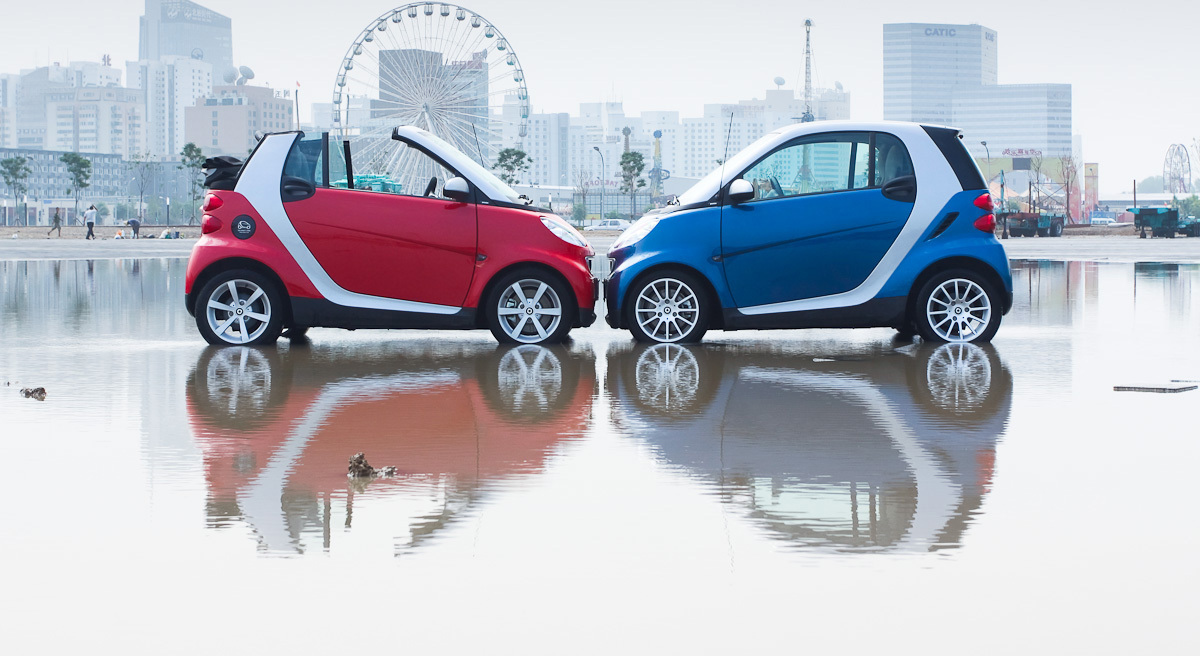
Egy smart Fortwo típusú cabrio (balra) és egy Smart Fortwo típusú kupé (jobbra)
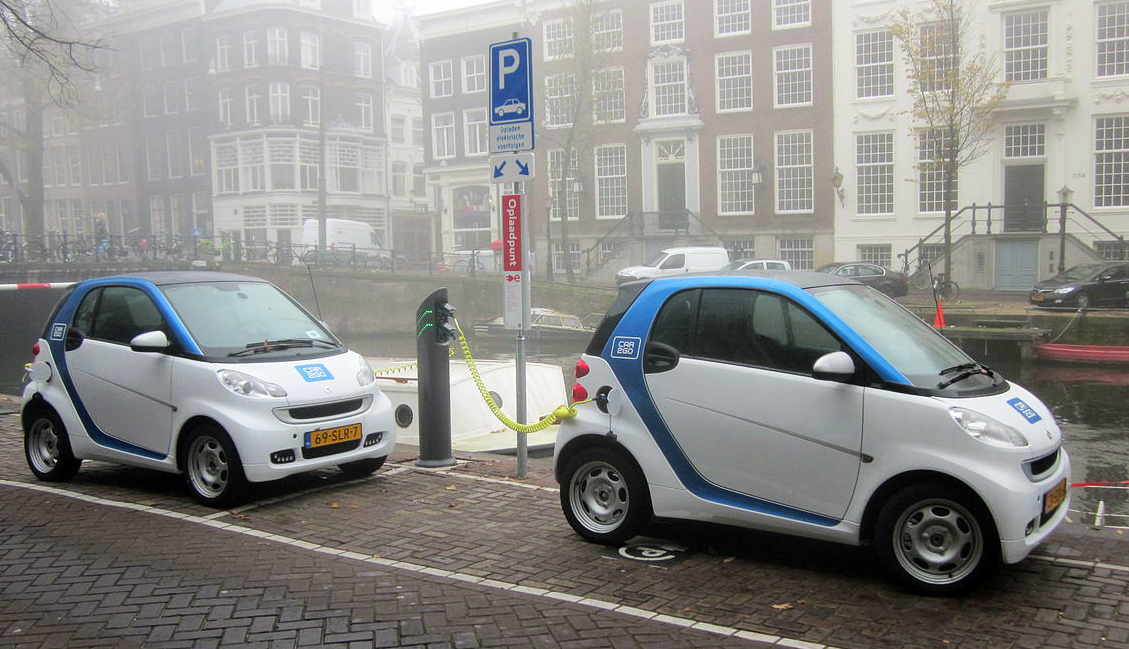
Két elektromos Smart Electric Drive típusú mikroautó töltése egy Amsterdami töltőállomáson

## Fordítás
Ez a szócikk részben vagy egészben  a   Smart Fortwo című angol Wikipédia-szócikk fordításán alapul.  Az eredeti cikk szerkesztőit annak laptörténete sorolja fel. Ez a jelzés csupán a megfogalmazás eredetét és a szerzői jogokat jelzi, nem szolgál a cikkben szereplő információk forrásmegjelöléseként.